# Ernst Wilhelm Baader
Ernst Wilhelm Baader (* 14. Mai 1892 in Berlin; † 1. November 1962 in Hamm) war ein deutscher Arzt und Arbeitsmediziner (Sozialhygieniker bzw. Gewerbehygieniker) sowie Gerichtsmediziner.
Baader studierte Medizin und promovierte 1918 in Berlin über Die Arsentherapie der Syphilis bis zur Salvarsanära. Er wurde 1934 zum Professor ernannt.
Baader begründete in Berlin die erste deutsche arbeitsmedizinische Klinik (klinische Abteilung für Gewerbekrankheiten im Kaiserin-Auguste-Viktoria-Krankenhaus in Berlin-Lichtenberg) und leitete sie von 1925 bis 1945. Er leistete grundlegende Beiträge zur Entwicklung der arbeitsmedizinischen Fachdisziplin in Deutschland.
Baader trat zum 1. Mai 1933 in die NSDAP ein (Mitgliedsnummer 2.672.879).
Er profitierte davon, dass renommierte Fachkollegen jüdischer Herkunft vertrieben wurden. So wurde er zum Beispiel 1933 der Nachfolger des ärztlichen Direktors am Städtischen Krankenhaus Berlin-Neukölln, einem aus dem Amt entfernten jüdischen Kollegen.
Baader schloss sich auf verschiedenen Handlungsfeldern der NS-Ideologie an, war in den Kriegsjahren als Sanitätsoffizier auch für die gesundheitlichen Verhältnisse in dem belgischen Konzentrationslager Breendonk zuständig und ließ Menschenversuche an Zwangsarbeitern in Berlin durchführen.
Baader hat nie eine "antinazistische Haltung" an den Tag gelegt und war im Gegenteil sichtlich begeistert von den Möglichkeiten im NS-Staat. Das zeigt sich an seinem Parteieintritt als unmittelbare Reaktion auf die NS-Machtübernahme und die Vehemenz, mit der er für den neuen Staat eintrat. Zudem offenbarte Baader in mehreren Publikationen nationalsozialistische Einstellungen, unter anderem in einem Aufsatz über die „Entlarvung von Simulanten gewerblicher Krankheiten“ von 1934.
In der Zeitschrift Das junge Deutschland, die ihn als beratenden Internisten der Hitler-Jugend auswies, lobte Baader 1935 „ein keckes, frisches, frohes Geschlecht, das in den braunen Bataillonen der HJ … heranwächst“.
Nach dem Zweiten Weltkrieg war er von 1945 bis 1955 Leiter des von ihm gegründeten Knappschaftskrankenhauses in Hamm. Zusätzlich wurde er 1951 Honorarprofessor an der Universität Münster. Er war Vorsitzender der Deutschen Gesellschaft für Rheumatologie.
Die Deutsche Gesellschaft für Arbeitsmedizin und Umweltmedizin verlieh eine Zeitlang den nach ihm benannten E.-W.-Baader-Preis, dessen Verleihung dauerhaft ausgesetzt wurde.